# نیروگاه بادی تهاچاپی پاس
نیروگاه بادی تهاچاپی پاس (انگلیسی: Tehachapi Pass wind farm) یکی از اولین نیروگاه‌های بادی در مقیاس بزرگ است که با ظرفیت تولید برق ۷۱۰ مگاوات و مشتمل بر ۳۴۰۰ توربین بادی، در ایالات متحده آمریکا ایجاد گردید.

## نظر اجمالی
گردنه کوه همانند اثر ونتوری برای عبور هوا میان اقیانوس و بیایان عمل کرده و باعث افزایش سرعت باد می‌شود.